# Miodunka miękkowłosa
Miodunka miękkowłosa (Pulmonaria mollis Wulfen ex Hornem.) – gatunek roślin z rodziny ogórecznikowatych (Boraginaceae). Występuje naturalnie na obszarze od Europy, przez Azję Środkową i Syberię po Czukotkę. Ponadto jest uprawiany jako roślina ozdobna.

## Rozmieszczenie geograficzne
Rośnie naturalnie na obszarze od Europy, przez Azję Środkową i Syberię po Czukotkę. W Europie jest spotykany w takich państwach jak Wielka Brytania, Francja, Niemcy, Polska, Czechy, Słowacja, Węgry, Austria, Szwajcaria, Słowenia, Chorwacja, Serbia, Albania, Bułgaria, Rumunia, Mołdawia, Ukraina i Białoruś. W Rosji został zaobserwowany w europejskiej części kraju, na Kaukazie Północnym, w republikach Ałtaju, Tuwy i Jakucji, w obwodach czelabińskim, irkuckim, magadańskim, nowosybirskim, omskim i tiumeńskim oraz w regionie autonomicznym Czukotki. W Azji, oprócz wymienionych powyżej regionów Rosji, występuje także w Gruzji, Turkmenistanie, Uzbekistanie, Kazachstanie, Kirgistanie, Tadżykistanie, Mongolii oraz Chinach (w regionie autonomicznym Mongolia Wewnętrzna i prowincji Shanxi). W Polsce spotykany jest na południu na rozproszonych siedliskach.

## Morfologia

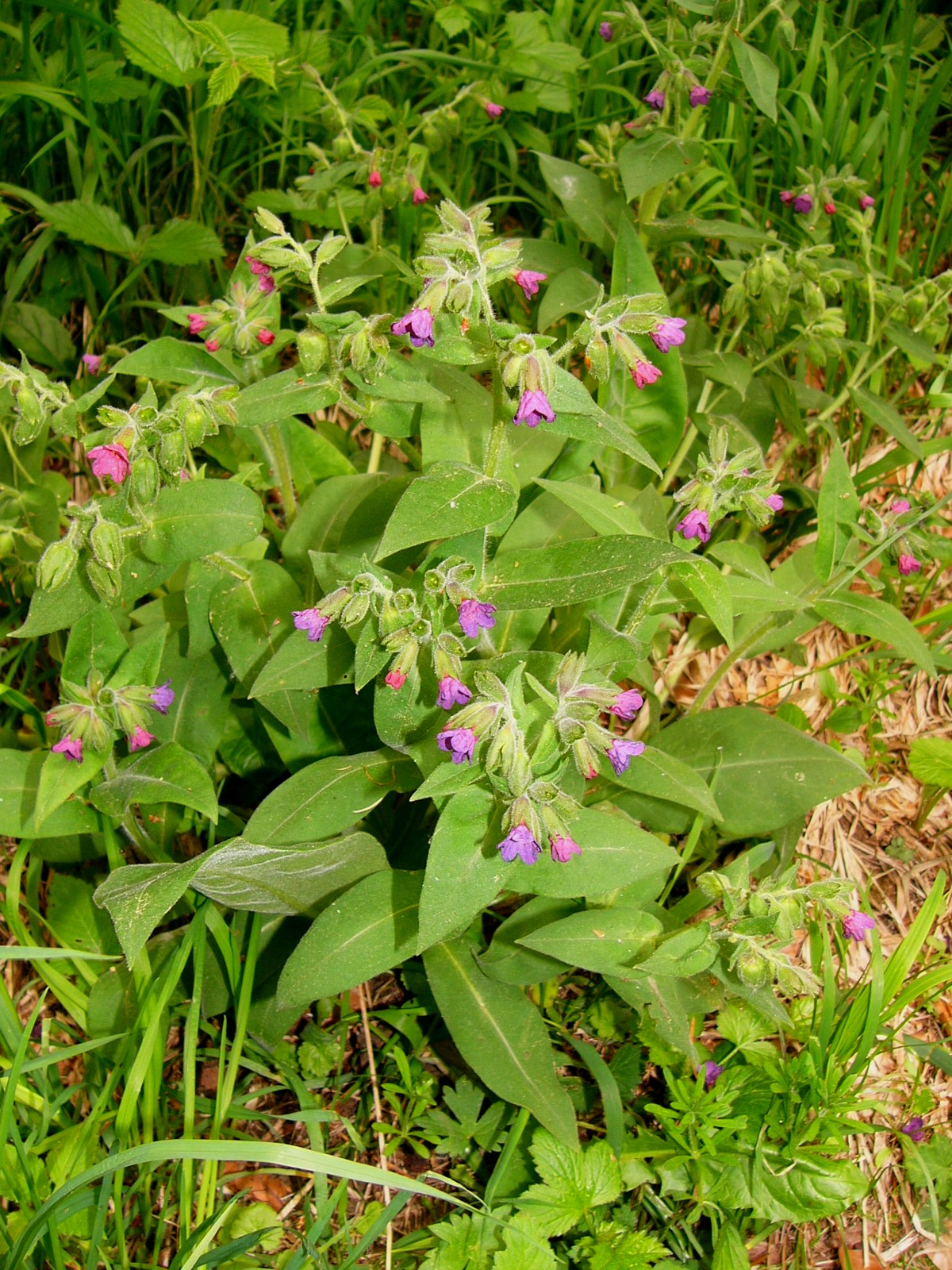
Pokrój

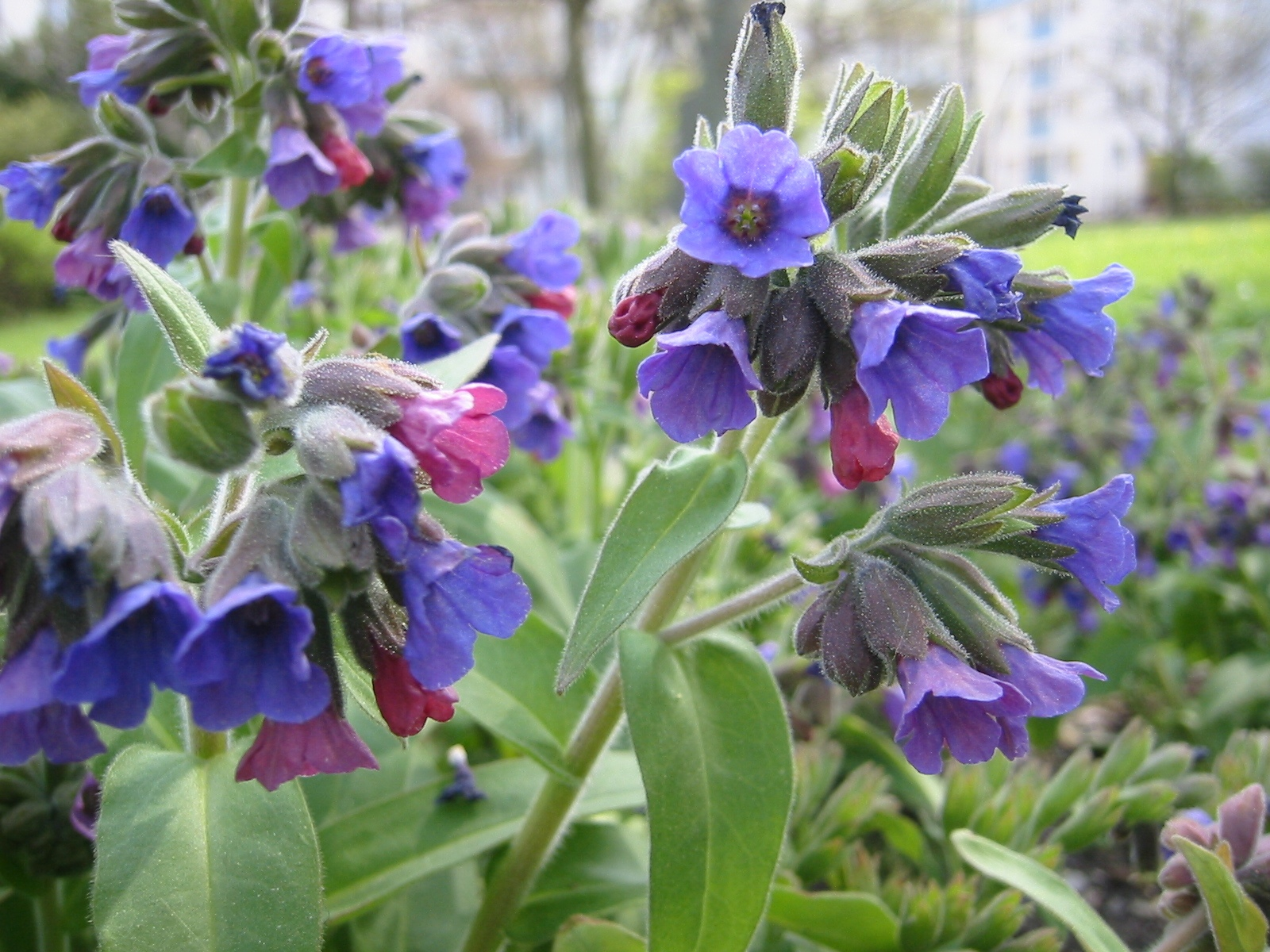
Kwiaty

PokrójRoślina wieloletnia dorastająca do 15–35 cm wysokości. Łodyga jest wzniesiona, silnie gruczołowato owłosiona.
LiścieBlaszka liściowa jest owłosiona. Liście odziomkowe mają podługowato-jajowaty kształt, ich nasada łagodnie zbiega po ogonku, mierzą 4–6 cm szerokości. Liście łodygowe są jajowato lancetowate.
KwiatyZebrane w kwiatostany, lepkie w górnej części. Początkowo mają czerwoną barwę, lecz z czasem stają się niebieskofioletowe, mierzą 1,5–2 cm długości. Kielich ma 5 żyłek, jest gęsto pokryty gruczołowatymi, lepkimi, krótkimi włoskami.

## Biologia i ekologia
Rośnie na terenie w lasach górskich, mieszanych lasach liściastych i w zaroślach, na wysokości do 1900 m n.p.m. W klasyfikacji zbiorowisk roślinnych gatunek charakterystyczny dla rzędu (O.) Quercetalia pubescenti-petraeae. Kwitnie od kwietnia do czerwca. 

## Zagrożenia i ochrona
Umieszczona na polskiej czerwonej liście w kategorii VU (narażony).